# (2771) Polzunov
(2771) Polzunov es un asteroide perteneciente al cinturón de asteroides descubierto por Liudmila Vasílievna Zhuravliova el 26 de septiembre de 1978 desde el Observatorio Astrofísico de Crimea, en Naúchni.

## Designación y nombre
Polzunov se designó al principio como 1978 SP7.
Más tarde, en 1988, fue nombrado en honor del inventor ruso Iván Polzunov (1728-1766).

## Características orbitales
Polzunov orbita a una distancia media del Sol de 2,678 ua, pudiendo acercarse hasta 2,068 ua y alejarse hasta 3,288 ua. Su inclinación orbital es 13,92 grados y la excentricidad 0,2277. Emplea en completar una órbita alrededor del Sol 1601 días.

## Características físicas
La magnitud absoluta de Polzunov es 12,4 y el periodo de rotación de 11,66 horas.